# یوهان کاسپار فون سیسینیون
یوهان کاسپار فون سیسینیون (انگلیسی: Johan Caspar von Cicignon; ۱۶۲۵ – ۱۶۹۶) فرد نظامی اهل نروژ بود.